# Січень 2024
Січень 2024 — перший місяць 2024 року, що розпочався у понеділок 1 січня та закінчився у середу 31 січня.

## Свята та пам'ятні дні
- 1 січня — розпочався новий 2024 рік; святковий день в Україні; святого Василя.
- 6 січня, субота — Хрещення Господнє.

## Події
- 2 січня
  - Заступник лідера ХАМАС Салех аль-Арурі вбитий унаслідок атаки ізраїльського безпілотника в Бейруті[1]
  - В аеропорту Токіо літак Japan Airlines зіткнувся з літаком берегової охорони, загинули 5 осіб[2]
  - Українська ППО знищила вранці 72 ракети після нічної атаки ударними дронами[3] та масованого ракетного удару Росії по Україні (Києву та Харкову) із застосуванням аеробалістичних і крилатих ракет. РФ випустила по Україні майже 100 ракет: сотня постраждалих[4]

- 3 січня
  - Понад 100 осіб загинули у річницю вбивства Касема Сулеймані у іранському Кермані внаслідок терористичної атаки[5]

- 4 січня
  - Люк Гамфріс став чемпіоном світу з дартсу[en], перемігши у фіналі Люка Літтлера[6]

- 6 січня
  - Загинули 12 людей внаслідок обстрілу Покровська і околиць на сході України у Донецькій області, у тому числі 6 дітей. Поранено не менше 10 людей[7][8][9]

- 7 січня
  - Помер німецький футболіст та тренер Франц Бекенбауер[10]

- 8 січня
  - Переможцями премії «Золотий глобус» стали драма «Оппенгеймер», комедія «Бідолахи», анімаційний серіал «Хлопчик і чапля», драматичний серіал «Спадкоємці» та комедійний серіал «Ведмідь»[11]

- 9 січня
  - Уперше запущена ракета-носій «Вулкан», відправивши до Місяця приватний посадковий модуль Peregrine (на фото); перша місія в програмі Commercial Lunar Payload Services[12]
  - Габріель Атталь змінив Елізабет Борн на посаді прем'єр-міністра Франції[13]
  - У Бангладеші після загальних виборів[en] правляча Авамі Ліг на чолі з Шейх Хасіною залишатиметься при владі ще п'ятий термін[14]

- 10 січня
  - Президент Еквадору Данієль Нобоа оголосив про внутрішній збройний конфлікт у країні для боротьби з кількома злочинними угрупованнями[15]

- 12 січня
  - Прем'єр-міністр Великої Британії Ріші Сунак підписав із президентом України Володимиром Зеленським двосторонню безпекову угоду, яка буде діяти до моменту вступу України до НАТО[16][17][18]
  - Очолювана США коаліція завдає ракетних ударів по хуситах у Ємені після тривалих атак на кораблі в Червоному морі[19]

- 13 січня
  - Археологи виявили розвинену доколумбову систему міст в амазонських лісах Еквадору[20]
  - Лай Цінде здобув перемогу на президентських виборах у Тайвані[21]
  - Розпочався Кубок африканських націй 2023 — 34-й Кубок африканських націй, який відбудеться у Кот-д'Івуарі.

- 14 січня
  - Повітряні сили Збройних сил України знищили російський літак дальнього радіолокаційного виявлення А-50 та пошкодили повітряний пункт управління Іл-22[22]

- 15 січня
  - Бернардо Аревало інавгурували[en] в президенти Гватемали попри різні перешкоди[23]
  - Лауреатами премії «Еммі» стали серіали «Ведмідь» та «Спадкоємці» від HBO, та «Сварка» від Netflix[24]

- 18 січня
  - Іран завдав ракетних ударів по території Пакистану, авіаударів по Іраку та Сирії;[25] Пакистан відповів авіаударами[en][26]

- 19 січня
  - Карлос Сайнс учетверте виграв[en] Ралі «Дакар»[27]
  - Посадковий модуль SLIM здійснив м'яку посадку на Місяці; Японія стала п'ятою країною, яка зробила успішне примісячення космічного апарата[28]
  - Розпочалися Зимові юнацькі Олімпійські ігри 2024.

- 22 січня
  - Президент Володимир Зеленський підписав указ «Про історично населені українцями території Російської Федерації» та знову вніс до Верховної Ради законопроєкт про множинне громадянство[29][30][31][32][33]

- 24 січня
  - Корону Міс Японія[en] отримала Кароліна Шиїно́, етнічна українка, яка народилася у Тернополі у День Незалежності 24 серпня 1997 року[34][35]
  - В Бєлгородській області зазнав катастрофи літак Іл-76; Координаційний штаб з питань поводження з військовополоненими працює над збором данних щодо можливої загибелі[36] українських військовополонених[37]

- 25 січня
  - Марсіанський вертоліт «Ingenuity» завершив свою місію, яка замість тридцяти днів тривала три роки[38]

- 28 січня
  - Малі, Буркіна-Фасо та Нігер заявили про вихід з Економічного співтовариства країн Західної Африки (28 січня)

- 30 січня
  - Колишнього прем'єр-міністра Пакистану Імрана Хана засудили до десяти років ув'язнення за розголошення державної таємниці, до чотирнадцяти років за корупцію та до семи років за незаконний шлюб (30 січня)

- 31 січня
  - Міжнародний суд ООН оголосив рішення про боротьбу з фінансуванням тероризму та про ліквідацію всіх форм расової дискримінаці у справі «Україна проти Російської Федерації»[39]
  - Більше десяти країн призупинили фінансування UNRWA у зв'язку зі звинуваченнями в причетності співробітників агентства до терористичної атаки ХАМАС на Ізраїль[40]